# شوكميبات
الشوكميبات (الاسم العلمي: Acanthamoebidae) هي فصيلة من الطلائعيات تتبع رتبة الأميبيات الوسطية من طائفة الفصية.

## الأجناس
- الشوكميبة